# 386 Siegena
386 Siegena (mednarodno ime je 386 Siegena) je asteroid tipa C (po Tholenu in SMASS) v asteroidnem pasu. 

## Odkritje
Asteroid je odkril nemški astronom Max Wolf ( 1863 – 1932) 1. marca 1894 v Heidelbergu. Poimenovan je po kraju Siegen v Nemčiji.

## Lastnosti
Asteroid Siegena obkroži Sonce v 4,93 letih. Njegova tirnica ima izsrednost 0,173, nagnjena pa je za 20,265° proti ekliptiki. Njegov premer je 165,01 km .